# Samsung SM7
O Renault Samsung SM7 foi um automóvel sedan de porte grande da Renault Samsung Motors.
1. ↑  «Renault revela detalhes do Samsung SM7». Estadão. 9 de agosto de 2011. Consultado em 1 de agosto de 2023
2. ↑  «르노삼성 'SM 3·5·7' 단종…'XM3·캡처·QM6' SUV 라인업으로 빈자리 채운다». 미래를 보는 신문 - 전자신문 (em coreano). 9 de janeiro de 2020. Consultado em 1 de agosto de 2023